# Birgit Laury var mit kunstnernavn
Birgit Laury var mit kunstnernavn er en dansk dokumentarfilm fra 2013 instrueret af Mikael Rasmussen efter eget manuskript.

## Handling
Birgit Laursen har elsket musik lige siden hun var barn, og hun har altid drømt om at gøre karriere som sangerinde. Til trods for stor modstand og manglende støtte fra forældrene sneg hun sig til diverse sangkonkurrencer og endte med at tage springet og tage til Tyskland som 20-årig for at synge i et kendt tysk TV-orkester. I 1969 var hun med til at etablere bandet Love Generation (de), som fik stor succes i Tyskland. I filmen fortæller hun om sin opvækst, karriere og sine relationer til mænd og kærligheden, og hun opsøger gamle sangkollegaer og flammer i Tyskland.